# 石部町
石部町（いしべちょう）は、かつて滋賀県甲賀郡に存在した町。
2004年10月1日に、同郡甲西町と合併して湖南市となり消滅した。

## 地理
- 町域北端を野洲川が西流し、南端に阿星山（標高693m）が聳える。
- 旧石部町役場は現在、湖南市役所西庁舎となっている。

## 歴史
江戸時代には東海道五十三次の石部宿が位置した。
1872年（明治5年）4月7日、当時の戸籍法に基づいた区の設置により石部村・東寺村・西寺村・柑子袋村・平松村・針村・夏見村・吉永村・三雲村・岩根村・朝国村・菩提寺村・正福寺村の13村が甲賀郡第1区となった。甲賀郡には第10区まで置かれた。滋賀県では戸籍法による区の設置後も町村の機能を残して行政運営を行っていた。
1878年（明治11年）には戸籍法制定時に設けた区を廃止。翌年の1879年（明治12年）5月16日、町村を行政組織の末端と規定する郡区町村編制法が施行。1885年（明治18年）7月1日、「連合戸長役場」が石部村に設置され、石部村・東寺村・西寺村を管轄した。1889年（明治22年）4月1日の町村制施行時には3村の区域をもって石部村が発足。1903年（明治36年）6月1日には町制を施行し、人口は3,436人で、滋賀県で12番目の町となった。
1941年（昭和16年）には、戦時政策として、三雲村の一部（柑子袋・平松・針）、岩根村の一部（菩提寺・正福寺）との合併が検討されたが実現しなかった。1953年（昭和28年）に市町村合併促進法が制定され、県甲賀地方事務所は、本町と三雲村・岩根村・下田村の4町村の合併を提案したが、下田村は中学校建設問題、蒲生郡苗村・鏡山村との合併が視野にあることを理由に脱退した。また、本町が新町名に石部町、仮庁舎・本庁舎とも石部を主張したのに対し、三雲村と岩根村は役場位置を3町村の中間地点に置くべきと主張して議論は平行線をたどり、三雲村・岩根村の2村が1955年（昭和30年）4月10日に合併して甲西町となった。その後、1959年（昭和34年）11月には、石部町と甲西町は合併すべしという内閣総理大臣勧告があったにもかかわらず、実現しなかった。そのため、本町は町村制施行から平成に至るまで合併を経ず、1986年（昭和61年）2月には人口が1万人を突破した。

### 沿革
- 1889年（明治22年）4月1日 - 町村制の施行により、石部村・西寺村・東寺村の区域をもって甲賀郡石部村が発足。
- 1903年（明治36年）6月1日 - 石部村が町制施行して石部町となる。
- 2004年（平成16年）10月1日 - 甲西町と合併して湖南市が発足。同日石部町廃止。

## 教育
中学校
- 石部町立石部中学校

小学校
- 石部町立石部小学校
- 石部町立石部南小学校

## 交通

### 鉄道
- 西日本旅客鉄道（JR西日本）草津線
  - 石部駅

### 道路
- 国道1号
- 旧東海道